# Мосаку, Вунми
Вунми Мосаку (англ. Wunmi Mosaku; род. 31 июля 1986) — британская актриса нигерийского происхождения.

## Биография
Мосаку родилась 31 июля 1986 года в Нигерии и через год вместе с родителями переехала в Великобританию. Вскоре её мать открыла свой бизнес, а отец вернулся в Нигерию. В 2007 году Мосаку окончила Королевскую академию драматического искусства и начала выступать в театре «Аркола». Своими кумирами она называла Альберта Финни, Пола Ньюман и Опру Уинфри. За свою карьеру в кино и телевидении Мосаку сыграла в таких проектах, как «Бэтмен против Супермена: На заре справедливости», «Фантастические твари и где они обитают», «Вера», «Страна Лавкрафта», «Локи», «Его дом» и других.

## Награды и номинации
| Год  | Награда                                          | Категория                                                 | Результат | Пр.   |
| ---- | ------------------------------------------------ | --------------------------------------------------------- | --------- | ----- |
| 2017 | Премия Британской Академии в области телевидения | Лучшая женская роль второго плана                         | Победа    | [ 3 ] |
| 2021 | BAFTA                                            | Лучшая женская роль                                       | Номинация | [ 4 ] |
| 2021 | Премия британского независимого кино             | Лучшая актриса                                            | Победа    | [ 5 ] |
| 2021 | Премия Гильдии киноактёров США                   | Лучший актёрский состав в драматическом сериале           | Номинация | [ 6 ] |
| 2021 | Выбор критиков                                   | Лучшая женская роль второго плана в драматическом сериале | Номинация | [ 7 ] |